# Leszek Skurski
Leszek Skurski (* 26. Januar 1973 in Gdańsk) ist ein deutsch-polnischer Künstler.

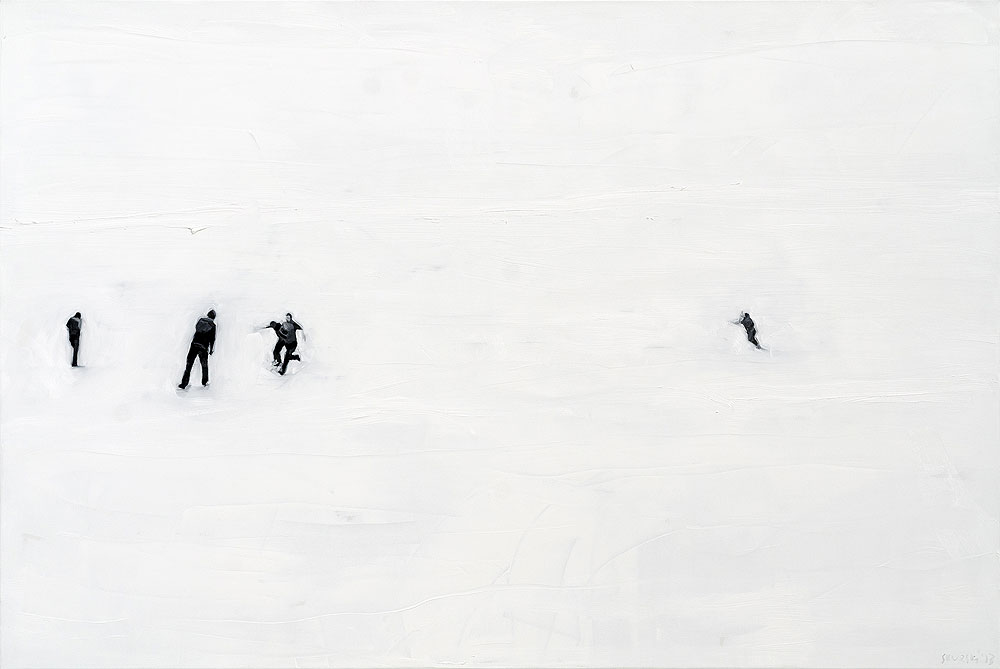
„Durchbruch“, 180 × 270 cm, Öl auf Leinwand, 2013

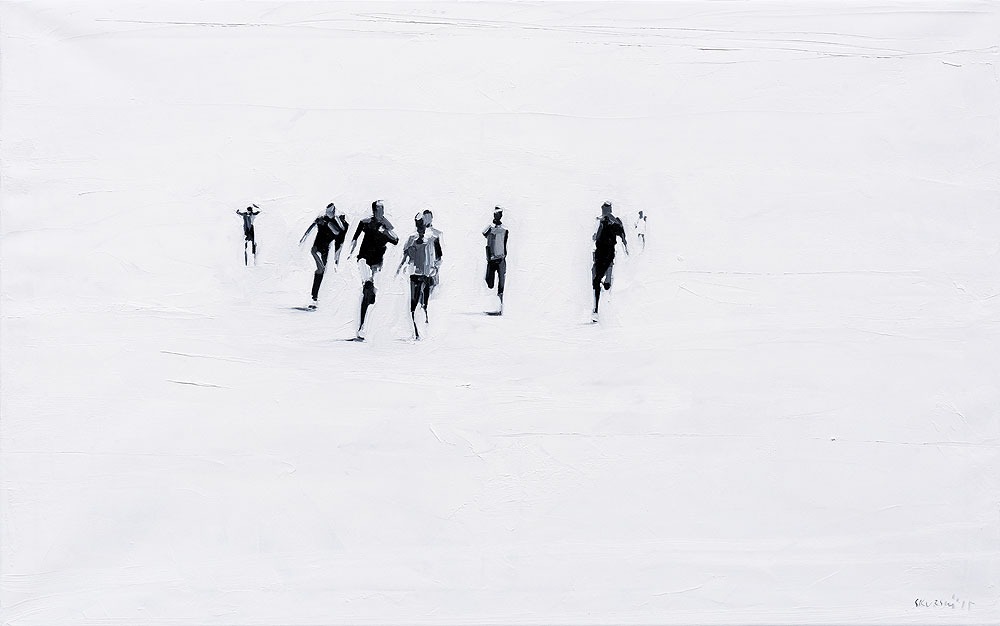
„Fernweh“, 100 × 150 cm, Öl auf Leinwand, 2015

## Leben und Werk
Er studierte von 1992 bis 1997 Malerei und Grafik-Design an der Akademie der Bildenden Künste, Danzig, bei Włodzimierz Łajming und Jerzy Krechowicz.
1995 erhielt er den Kunstpreis des Kultus- und Kunstministeriums Polens.
1997 schloss er das Studium mit einem Diplom ab.
Zusammen mit Rudi Neuland, Anna Will und Joanna Skurska gründete er 2006 die Red Corridor Gallery. Er stellte unter anderem in den USA, Belgien, Südkorea und Südafrika aus.

## Ausstellungen
- Galerie Akademie der Schönen Künste, Danzig
- Dorp Street Gallery, Stellenbosch, RSA
- Galerie Prinsenhoek, Holland
- Verwaschene Spuren, Textilmuseum Crimmitschau, Deutschland (projekt „bettTuch“)
- Übergangen, Frankfurt a. Main
- art Transfer, Kunststation Kleinsassen, Deutschland
- Vonderau Museum, Fulda, Deutschland
- Scarlet Gallery, Greyton, RSA
- Galerie Prinsenhoek, Holland
- RED CORRIDOR going Mallorca, Sailer Galeria d’Art, Mallorca Santaniy
- Lurie-Kavachnina Gallery, Miami, USA
- Soho Gallery LLC, LA, USA
- Red Corridor Gallery, L'Agulhas, RSA
- Red Corridor Gallery, Fulda, Deutschland
- colourblind Gallery, Köln, Deutschland
- Galerie Image au Carré, Brüssel, Belgien
- Galerie Von & Von, Nürnberg, Deutschland
- La Vieille Charité, Marseille, Frankreich
- Gallery DOOIN, Seoul, Südkorea
- Gallery JJ, Seoul, Südkorea